# Kubi Wohl
Kubi Wohl (eigentlich Jakob Wohl; geboren am 31. August 1911 im Weiler Zibau bei Kirlibaba-Mariensee, Kreis Suceava, Bukowina, Cisleithanien, Österreich-Ungarn; gestorben am 27. Dezember 1935 in Czernowitz, Königreich Rumänien) war ein deutsch-jiddischer Dichter und Schriftsteller.

## Leben
Kubi Wohl, Sohn des Sägewerkbesitzers Elias Wohl in Zibau im Tal der Goldenen Bistritz, schrieb 1919 im Alter von acht Jahren sein erstes Gedicht in deutscher Sprache, das er einem siebenjährigen Mädchen widmete, das jahrelang sein empfindsames Gefühlsleben beherrschte. In Zibau lebten damals Juden, Deutsche (Zipser), Ukrainer (Huzulen) und Rumänen, wobei die Umgangssprache der Einwohner vorwiegend ein dialektal gefärbtes Deutsch war. Im Ort hatte die Familie Wohl eine soziale Sonderstellung – sie hatte es zu einem gewissen Wohlstand gebracht, stammte aus der Nordbukowina, wohin sie im 18. Jahrhundert aus Galizien zugewandert war. Diese Sonderstellung war schon durch die deutsche Muttersprache gekennzeichnet. Deutsch war in jenem kleinen karpatischen Dorf die Mutter- und Haussprache, während die deutsche Bevölkerung durchwegs Zipserisch sprach.
Nachdem Kubi Wohl sich durch seine zahlreichen lyrischen Beiträge in der deutschsprachigen und jiddischen Presse Rumäniens einen Namen gemacht hatte, starb er 24-jährig, einsam und verarmt, am 27. Dezember 1935 in Czernowitz. Doch an seinem Grab fanden sich zum Abschied viele Freunde und Bewunderer ein: Schriftsteller und Journalisten, Juden, Deutsche, Rumänen, darunter der bekannte Publizist Schmuel Aba Soifer, der später von den Nazis grausam ermordet wurde, der linke Revolutionstheoretiker Muniu Fried-Weininger, den die rumänische Sicherheitspolizei (Siguranța) am Friedhof verhaftete, und andere. Die Nachrufe der Redner in deutscher, jiddischer und rumänischer Sprache dauerten von mittags bis spät in die Dämmerung.

## Werk
In der südbukowinischen Kleinstadt Kimpolung (heute rum. Câmpulung Moldovenesc), wo die Familie Wohl nach 1918 lebte – Elias Wohl leitete weiterhin das Zibauer Sägewerk – verfasste Kubi Wohl seine ersten literarische Texte in deutscher Sprache.
Als er vierzehn Jahre alt war, entstand Der Baal-Tschiwe, ein Drama in vier Akten aus dem chassidischen Leben, das er in jiddischer Sprache schrieb, obwohl er sonst dem deutschsprachigen Kulturkreis angehörte.
Damals begann das, was später als „Spießrutenlaufen durchs Kimpolunger Spießertum“ bezeichnet wurde: „Kubi Wohl, ein erst vierzehnjähriger Autor, wurde von zahlreichen Neidern und besonders von seinen Lehrern öffentlich belacht und verspottet, denn nach kleinbürgerlichen deutsch-jüdischen Maßstäben hatte ein Junge in seinem Alter die Schulbank zu drücken und das zu tun, was Eltern und Lehrer vorschrieben, keineswegs aber durfte er sich als Musiker, Dichter oder gar als Dramaturg betätigen. Bekanntlich wird jemand, wenn er den Gleichschritt der Herde stört, verstoßen ...,“ erinnerte sich die Schwester des Dichters, Dr. Klara Wohl in Haifa (Israel).
Nun musste Kubi Wohl das Kimpolunger Gymnasium verlassen, um das Czernowitzer Gymnasium zu besuchen, worauf er schließlich in Wien die Matura (das österreichische Abitur) ablegen konnte.
Danach wieder in Czernowitz,  war sein Weg als Sympathisant linker und revolutionärer Kreise vorgezeichnet. In scharfen sozialkritischen Gedichten sagte er der bürgerlichen Klassengesellschaft den Kampf an. Die meisten dieser Gedichte erschienen in der Tageszeitung Czernowitzer Morgenblatt sowie in den beiden jiddischen Zeitungen Czernowitzer Bletter und Oifgang –, wonach ihn dann „die öffentliche Meinung“ ausgrenzte und ins soziale Abseits drängte. In seinem credohaften Gedicht Präludium heißt es: Eiserne Verse will ich verfassen, / Schwerter dem Kampf geweiht, / ich will sie erglühen in glühendem Hassen, / schmieden unter dem brausenden Blasbalg der Massen / und hämmern am Amboss der Zeit.
So wurde Kubi Wohl zu Beginn der 1930er Jahre als Lyriker, aber auch als Musiker und Klavierinterpret bekannt.
In einem Brief an den Bukowinaer Schriftsteller Alfred Margul-Sperber vom 8. Januar 1933, dem er auch den bekannten Gedichtzyklus Kinder klagen beilegte, berichtete Kubi Wohl über seinen Alltag in Czernowitz, wo er wie ein armer Prolet am Rand der Gesellschaft um seine Existenz kämpfen musste:
Ich führe hier ein sehr ruheloses Leben. Wohin ich mich wende, erwarten mich Enttäuschungen, Pech und Ignoranz der Menschen. Was ich in den letzten drei Wochen hier erlebt und erlitten habe, kann man nicht so leicht erzählen! Auf der Suche nach Menschen und nach Brot findet man sich dann abends ohne beides, allein und wund ...
Kubi Wohl hat durch sein dichterisches Werk die deutschsprachige proletarische Lyrik der Zwischenkriegszeit in Rumänien maßgeblich mitgeformt. Erst 45 Jahre nach seinem Tod gelang es der Schwester des Dichters, Klara Wohl, 1980 in Haifa, einen zweisprachigen Band – Jiddisch und Deutsch – unter dem Titel Kubi Wohl – der Meteor. Erinnerungen. Briefe. Aufzeichnungen, Gedichte herauszubringen. Der damals noch in Bukarest lebende Dichter Alfred Kittner (1906–1991) schrieb dazu eine Einleitung, und die grafische Gestaltung dieser heute seltenen Ausgabe besorgte der Bukowinaer Künstler Isiu Schärf (1913–1997).
Die Landschaft am Rande der Karpaten, aus der Kubi Wohl kam, die österreichisch geprägte Bukowina war einst ein großes Haus, in dem verschiedene Völker friedlich beisammen lebten. Von hier ging eine Reihe elitärer Namen deutscher und jiddischer Dichtung in die Welt, so z. B. Paul Celan, Rose Ausländer, Alfred Kittner, Moses Rosenkranz, Selma Meerbaum-Eisinger, Itzig Manger und Manfred Winkler.
Wie ein trauernder Wanderer, / ein todverkündendes Bild, / ist der Herbst gekommen / in Lumpen gehüllt, schrieb Kubi Wohl kurz vor seinem Tod.

## Veröffentlichungen
- Der Meteor. Erinnerungen, Briefe, Aufzeichnungen, Gedichte. Grafische Gestaltung Isiu Schärf. Einleitung   von Alfred Kittner. Haifa, 1980. 240 S., mit einem Bild des Dichters und mehreren Fotos. Zweisprachige Ausgabe – Deutsch und Jiddisch, zusammengestellt von Dr. Klara Wohl, Haifa.
- Hämmern am Amboss der Zeit. Gedichte. In: Neue Literatur (Bukarest), 37/2, 1986, S. 17–20.
- Banger Augenblick [Gedichte]. In: Amy Colin, Alfred Kittner (Hg.): Versunkene Dichtung der Bukowina. Eine Anthologie deutscher Lyrik. Wilhelm Fink Verlag: München, 1998 S. 280–283.